# UCI-Mountainbike-Weltcup 2007
Beim UCI-Mountainbike-Weltcup 2007 wurden durch die Union Cycliste Internationale Weltcup-Sieger im Cross-Country, im Downhill, im Four Cross und im MTB-Marathon ermittelt.
Insgesamt wurden im Cross-Country XCO sechs, im Downhill und Fourcross je fünf und im MTB Marathon drei Wettbewerbe ausgetragen.

## Cross-Country

### Frauen Elite
| Rnd | Datum         | Ort              | Erste             | Zweite               | Dritte               |
| --- | ------------- | ---------------- | ----------------- | -------------------- | -------------------- |
| 1   | 22. April     | Houffalize       | Ren Chengyuan     | Gunn-Rita Dahle      | Margarita Fullana    |
| 2   | 27. Mai       | Offenburg        | Irina Kalentieva  | Marie-Hélène Prémont | Gunn-Rita Dahle      |
| 3   | 9. Juni       | Champéry         | Margarita Fullana | Irina Kalentieva     | Marie-Hélène Prémont |
| 4   | 23. Juni      | Mont Sainte-Anne | Irina Kalentieva  | Ren Chengyuan        | Sabine Spitz         |
| 5   | 1. Juli       | Saint-Félicien   | Irina Kalentieva  | Marie-Hélène Prémont | Sabine Spitz         |
| 6   | 15. September | Maribor          | Liu Ying          | Marie-Hélène Prémont | Irina Kalentieva     |

Gesamtwertung
| Platz | Name                 | Punkte |
| ----- | -------------------- | ------ |
| 1.    | Irina Kalentieva     | 1174   |
| 2.    | Marie-Hélène Prémont | 1040   |
| 3.    | Ren Chengyuan        | 918    |
| 4.    | Sabine Spitz         | 910    |
| 5.    | Margarita Fullana    | 700    |
| 6.    | Willow Koerber       | 654    |

### Männer Elite
| Rnd | Datum         | Ort              | Erster               | Zweiter              | Dritter            |
| --- | ------------- | ---------------- | -------------------- | -------------------- | ------------------ |
| 1   | 22. April     | Houffalize       | José Antonio Hermida | Julien Absalon       | Christoph Sauser   |
| 2   | 27. Mai       | Offenburg        | Julien Absalon       | Cédric Ravanel       | Lukas Flückiger    |
| 3   | 9. Juni       | Champéry         | Julien Absalon       | Christoph Sauser     | Nino Schurter      |
| 4   | 23. Juni      | Mont Sainte-Anne | Julien Absalon       | José Antonio Hermida | Geoff Kabush       |
| 5   | 1. Juli       | Saint-Félicien   | Julien Absalon       | José Antonio Hermida | Fredrik Kessiakoff |
| 6   | 15. September | Maribor          | Fredrik Kessiakoff   | Christoph Sauser     | Manuel Fumic       |

Gesamtwertung
| Platz | Name                 | Punkte |
| ----- | -------------------- | ------ |
| 1.    | Julien Absalon       | 1270   |
| 2.    | José Antonio Hermida | 1030   |
| 3.    | Christoph Sauser     | 916    |
| 4.    | Roel Paulissen       | 730    |
| 5.    | Fredrik Kessiakoff   | 706    |
| 6.    | Cédric Ravanel       | 666    |

## Cross-Country Marathon

### Frauen Elite
| Rnd | Datum    | Ort               | Erste         | Zweite        | Dritte               |
| --- | -------- | ----------------- | ------------- | ------------- | -------------------- |
| 1   | 13. März | Gran Canaria      | Pia Sundstedt | Ivonne Kraft  | Hélène Marcouyre     |
| 2   | 8. Juli  | Villabassa        | Esther Süss   | Pia Sundstedt | Dolores Mächler-Rupp |
| 3   | 15. Juli | Le Bourg-d'Oisans | Pia Sundstedt | Esther Süss   | Ivonne Kraft         |

Gesamtwertung
| Platz | Name               | Punkte |
| ----- | ------------------ | ------ |
| 1.    | Pia Sundstedt      | 700    |
| 2.    | Esther Süss        | 600    |
| 3.    | Ivonne Kraft       | 360    |
| 4.    | Fabienne Heinzmann | 345    |
| 5.    | Asa Erlandsson     | 340    |
| 6.    | Blaža Klemenčič    | 260    |

### Männer Elite
| Rnd | Datum    | Ort               | Erster               | Zweiter        | Dritter        |
| --- | -------- | ----------------- | -------------------- | -------------- | -------------- |
| 1   | 13. März | Gran Canaria      | Héctor Leonardo Páez | Thomas Dietsch | Alban Lakata   |
| 2   | 8. Juli  | Villabassa        | Massimo de Bertolis  | Julio Humberto | Thomas Dietsch |
| 3   | 15. Juli | Le Bourg-d'Oisans | Thomas Dietsch       | Alban Lakata   | Martin Kraler  |

Gesamtwertung
| Platz | Name                | Punkte |
| ----- | ------------------- | ------ |
| 1.    | Thomas Dietsch      | 610    |
| 2.    | Massimo de Bertolis | 540    |
| 3.    | Alban Lakata        | 480    |
| 4.    | Marzio Deho         | 390    |
| 5.    | Julio Caro          | 341    |
| 6.    | Nicolas Vermeulen   | 290    |

## Downhill

### Frauen Elite
| Rnd | Datum         | Ort              | Erste           | Zweite          | Dritte          |
| --- | ------------- | ---------------- | --------------- | --------------- | --------------- |
| 1   | 13. Mai       | Vigo             | Sabrina Jonnier | Tracy Moseley   | Emmeline Ragot  |
| 2   | 10. Juni      | Champéry         | Marielle Saner  | Emmeline Ragot  | Sabrina Jonnier |
| 3   | 24. Juni      | Mont Sainte-Anne | Sabrina Jonnier | Tracy Moseley   | Emmeline Ragot  |
| 4   | 8. Juli       | Schladming       | Tracey Hannah   | Sabrina Jonnier | Marielle Saner  |
| 5   | 16. September | Maribor          | Rachel Atherton | Tracy Moseley   | Tracey Hannah   |

Gesamtwertung
| Platz | Name            | Punkte |
| ----- | --------------- | ------ |
| 1.    | Sabrina Jonnier | 975    |
| 2.    | Tracy Moseley   | 845    |
| 3.    | Tracey Hannah   | 800    |
| 4.    | Emmeline Ragot  | 718    |
| 5.    | Marielle Saner  | 661    |
| 6.    | Céline Gros     | 592    |

### Männer Elite
| Rnd | Datum         | Ort              | Erster           | Zweiter             | Dritter          |
| --- | ------------- | ---------------- | ---------------- | ------------------- | ---------------- |
| 1   | 13. Mai       | Vigo             | Marc Beaumont    | David Vázquez López | Greg Minnaar     |
| 2   | 10. Juni      | Champéry         | Matti Lehikoinen | Steve Peat          | Samuel Hill      |
| 3   | 24. Juni      | Mont Sainte-Anne | Samuel Hill      | Greg Minnaar        | Steve Peat       |
| 4   | 8. Juli       | Schladming       | Samuel Hill      | Gee Atherton        | Greg Minnaar     |
| 5   | 16. September | Maribor          | Samuel Hill      | Gee Atherton        | Julien Camellini |

Gesamtwertung
| Platz | Name             | Punkte |
| ----- | ---------------- | ------ |
| 1.    | Samuel Hill      | 1057   |
| 2.    | Matti Lehikoinen | 673    |
| 3.    | Steve Peat       | 646    |
| 4.    | Gee Atherton     | 575    |
| 5.    | Marc Beaumont    | 526    |
| 6.    | Greg Minnaar     | 520    |

## Four Cross

### Frauen Elite
| Rnd | Datum         | Ort              | Erste          | Zweite          | Dritte          |
| --- | ------------- | ---------------- | -------------- | --------------- | --------------- |
| 1   | 12. Mai       | Vigo             | Anneke Beerten | Jill Kintner    | Eva Castro      |
| 2   | 9. Juni       | Champéry         | Jill Kintner   | Rachel Seydoux  | Fionn Griffiths |
| 3   | 24. Juni      | Mont Sainte-Anne | Anneke Beerten | Fionn Griffiths | Jill Kintner    |
| 4   | 7. Juli       | Schladming       | Jill Kintner   | Anneke Beerten  | Fionn Griffiths |
| 5   | 15. September | Maribor          | Anneke Beerten | Mio Suemasa     | Melissa Buhl    |

Gesamtwertung
| Platz | Name            | Punkte |
| ----- | --------------- | ------ |
| 1.    | Anneke Beerten  | 960    |
| 2.    | Jill Kintner    | 810    |
| 3.    | Mio Suemasa     | 430    |
| 4.    | Fionn Griffiths | 390    |
| 5.    | Melissa Buhl    | 180    |
| 6.    | Rachel Seydoux  | 150    |

### Männer Elite
| Rnd | Datum         | Ort              | Erster          | Zweiter        | Dritter       |
| --- | ------------- | ---------------- | --------------- | -------------- | ------------- |
| 1   | 12. Mai       | Vigo             | Gee Atherton    | Brian Lopes    | Michal Prokop |
| 2   | 9. Juni       | Champéry         | Brian Lopes     | Michal Prokop  | Filip Polc    |
| 3   | 24. Juni      | Mont Sainte-Anne | Brian Lopes     | Scott Beaumont | Filip Polc    |
| 4   | 7. Juli       | Schladming       | Brian Lopes     | Guido Tschugg  | Filip Polc    |
| 5   | 15. September | Maribor          | Romain Saladini | Michal Prokop  | Dan Atherton  |

Gesamtwertung
| Platz | Name            | Punkte |
| ----- | --------------- | ------ |
| 1.    | Brian Lopes     | 1010   |
| 2.    | Michal Prokop   | 650    |
| 3.    | Jared Graves    | 480    |
| 4.    | Filip Polc      | 450    |
| 5.    | Gee Atherton    | 425    |
| 6.    | Romain Saladini | 400    |